# Eduardo Chicharro Agüera
Eduardo Chicharro Agüera (Madrid, 1873 – 1949) fou un pintor espanyol. Deixeble de l'Reial Acadèmia de Belles Arts de San Fernando i de Sorolla, s'interessà especialment pels temes de costums populars castellans i també pels exòtics. Hi ha una certa relació entre la seva obra i les d'Álvarez de Sotomayor, el gallec Antonio Fernández Gómez i Benedito. Participà en nombroses exposicions nacionals i estrangeres, rebent quasi sempre premis i consideracions. El 1910 fundà i presidí la Sociedad de Pintores y Escultores de Madrid i tres anys més tard dirigí l'Acadèmia Espanyola de Belles Arts de Roma.